# Alex Stieda
Alex Stieda (Vancouver, 13 april 1961) is een voormalig Canadees wielrenner. Stieda was in 1986 de eerste Canadees ooit die de gele trui droeg in de Ronde van Frankrijk. Hij won bij de achtervolging brons op de Gemenebestspelen van 1982.

## Resultaten in voornaamste wedstrijden
| Jaar | Ronde van Italië | Ronde van Frankrijk | Ronde van Spanje |
| ---- | ---------------- | ------------------- | ---------------- |
| 1986 |                  | 120e                |                  |
| 1988 |                  |                     |                  |

| Jaar | Gent-Wevelgem | Amstel Gold Race |
| ---- | ------------- | ---------------- |
| 1986 |               |                  |
| 1988 | 44e           | 74e              |